# 富岡清
富岡 清（とみおか きよし、1953年（昭和28年）3月13日 - ）は、日本の政治家。元埼玉県熊谷市長。元埼玉県ラグビーフットボール協会会長。

## 来歴
熊谷市立奈良中学校、埼玉県立熊谷高等学校を経て、早稲田大学法学部卒業後、熊谷市農業協同組合に勤務。熊谷市議会議員（2期）、埼玉県議会議員（3期）を経て、2002年（平成14年）（旧）熊谷市長就任。2005年（平成17年）11月、新設合併に伴う熊谷市長選で当選。特例市への移行に尽力した。
市長職と兼任して、埼玉県ラグビーフットボール協会会長、熊谷市体育協会会長、熊谷市観光協会会長を務めた。市長・県ラグビーフットボール協会会長の両方の立場から、県と連携し、ラグビーワールドカップ2019の会場誘致、埼玉パナソニックワイルドナイツの本拠地誘致を実現した。
2021年6月市議会定例会において、次期熊谷市長選には出馬しない意向を表明、同年10月24日告示31日投開票の市長選に事前表明通り立候補せず、同11月5日を任期満了日として、旧熊谷市から通算5期約19年間に渡る市長としての立場から勇退した。埼玉県ラグビーフットボール協会会長職も後に次代熊谷市長が引き継いでいる。
2023年、これまでの功績が讃えられ、旭日中綬章を受章、またこれを受けて熊谷市名誉市民に推挙された。